# Lofty Promenade
Die Lofty Promenade ist ein antarktischer Gletscherlauf im Ostteil der antarktischen Ross-Insel. Sie wird von den südlichen Abschnitten der Kyle Hills und dem Gebirgskamm Guardrail Ridge flankiert und fließt in ostsüdöstlicher Richtung vom Mount Terror auf 2600 m Höhe zu den 1400 m niedriger gelegenen Allen Rocks. Ihre vergleichsweise ebene Gletscheroberfläche ermöglicht einen ungehinderten Aufstieg von der Umgebung des Kap Crozier zum Mount Terror. 
Den deskriptiven Namen in Anlehnung an einen erhöhten Spazierweg verlieh ihr im Jahr 2000 das Advisory Committee on Antarctic Names.